# Brahman

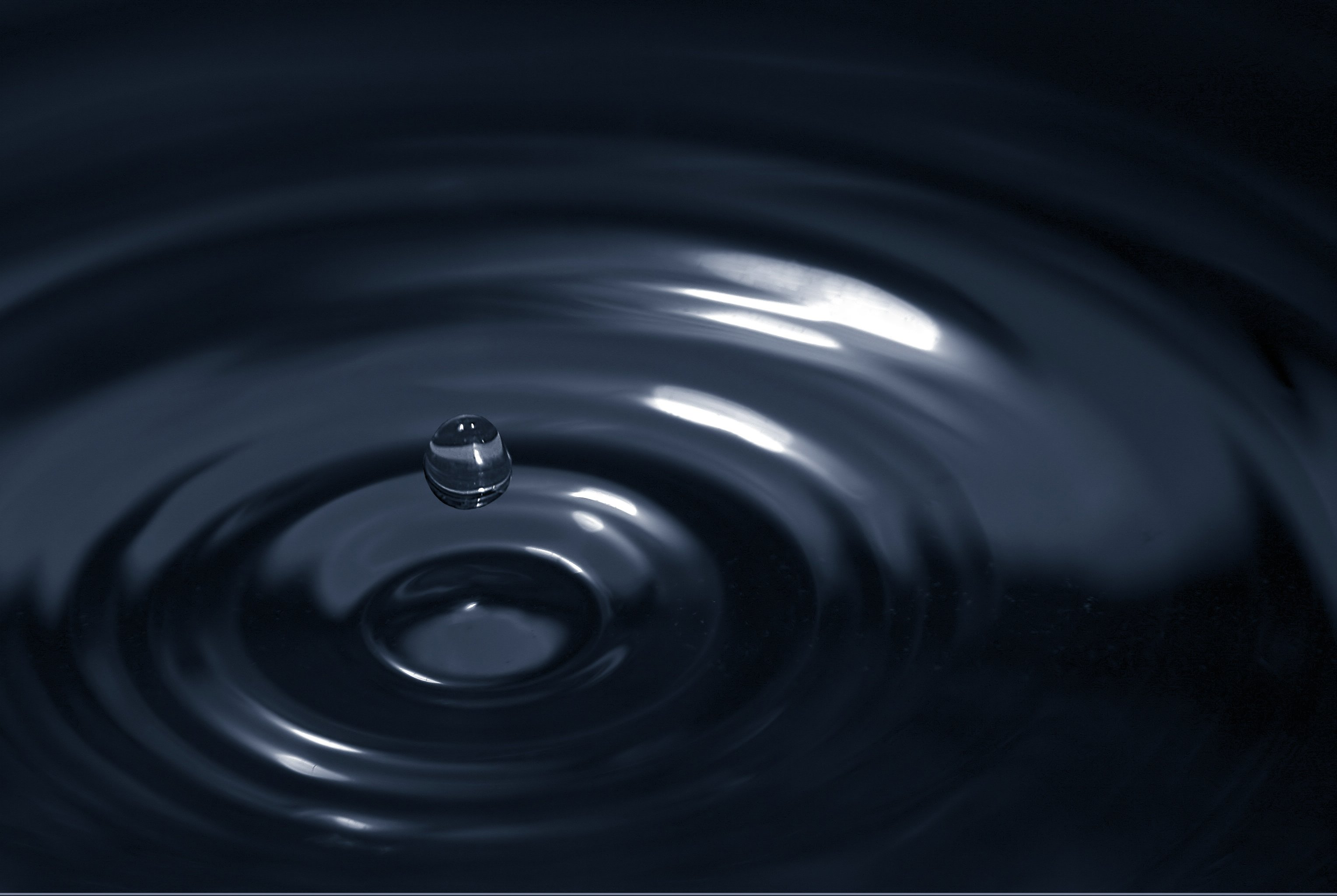
O picatură de apă în mijlocul oceanului, o analogie obişnuită pentru Atman (sinele individual) și Brahman

Brahman (ब्रह्मन् Brahman) în hinduism este Spiritul universal suprem, Sinele suprem, care este la originea universului, a lumii fenomenale. Brahman este uneori menționat ca Eternul Absolut sau Dumnezeirea și este solul divin pentru sămânța originală Hiranyagarbha, originea tuturor creațiilor ulterioare. În funcție de școala filosofică, Brahman poate fi conceput ca personal (cu calități), impersonal (fără calități) și suprem.
Întelepții upanishadelor învață că Brahman este esența ultimă a lumii fenomenologice(inclusiv identitatea originară a sinelui uman) ce nu poate fi vazută sau auzită dar a cărui natura poate fi descoperită prin dezvoltarea cunoașterii de sine (atma jnana).
Brahman este văzut ca suprema putere universală, suportul ontologic al Ființei, sursa, ținta și scopul oricărei cunoașteri spirituale. Adesea Brahman este descris ca Sat Cit Ananda - supremul adevăr, suprema constiință și suprema fericire și de asemenea etern, omnipotent, omniscient, omniprezent.
Conform filozofiei Advaita, o ființă umană este eliberată(jivanmukta) dacă l-a realizat pe Brahman ca adevărata sa natură.(vezi Atman)
Isha Upanishad spune: 
Aum – Acest suprem Brahman(nemanifestat) este infinit, acest Brahman determinat(manifestat) este infinit. Infinitul ia naștere din infinit. Dacă iei din Infinit inifinitul, infinitul rămâne intreg. 